# Помаз
Помаз (мађ. Pomáz) је град у непосредној близини Будимпеште, Пештанска жупанија у Мађарској. Налази се на жељезничкој прузи и има жељезничку станицу. По подацима из 2009. године Помаз је имао 16.677 становника.
Помаз је познат по присутности српске мањине, некада веома бројне, а данас и даље присутне. Помаз спада у насеља у Мађарској са више од 100 припадника српске заједнице. У насељу постоји Српска православна црква. Школа не постоји, већ српска деца похађају основну школу и гимназију на српском језику у оближњој Будимпешти. Такође, месни Срби и даље чувају свој језик и обичаје.

## Природне одлике
Насеље Помаз налази уз Дунав, на десетак километара северно Будимпеште испод горја Пилиш. То је данас прво предграђе Будимепште северно од Будимског дела града и ширењем је спојено са градом на југу и са Сентандрејом на северу. Површина хатара насеља је 49,04 km².

## Историја
Данашње насеље насељено настало је током још у 14. веку и првобитно становништво су најстарије насељени Срби у Мађарској. Српска православна црква подигнута је у том периоду у готском стилу, али је касније преобликована у барокну (1719-22.). До 19. века насеље је било претежно српско. После Првог светског рата део српског становништва се иселио у српске делове новоформиране Краљевине Срба, Хрвата и Словенаца. После Другог светског рата ширењем урбане агломерације Будимпеште, Помаз се почео нагло ширити и од села је прерастао у велико градско предграђе.

## Срби у Помазу
Када су Срби избегли из своје старе постојбине, прешли су под патријархом Чарнојевићем у Угарску. Већ 1690. године населили су се у Помазу, и дуго били једини становници. Помазски Срби одавно се знало, највише говоре херцеговачким наречјем. Касније се ту насељавају Немци. Један путописац је приметио: "нарочито Помаз лежи на лепом месту." Иза је био брег звани "Черна гора", а ниже њега то насеље, положено у зеленој равници.
Помазски Срби су се потписали на једном документу 1704. године, предвођени са бировом Остојом и капетаном Јованом са ешкутима и свим Хришћанима, који се налазе у Помазу. На другим документима из 1707., 1730., 1732. и 1735. године састављеним у Будиму доњој вароши Табану, поред свог печета, потписали су се "Ми Христјани мали и велики мјеста Помаза." Године 1745. општина Помаз је наменила за издржавање школе 25 ф. Помињу се 1748. године у Будиму - Табану, поп Димитрије и поп Андреј пароси у Помазу, као и тамошњи биров и ешкути.
Практична знања о вину и виноградарству добродошла су била сваком економу. Године 1816. једну такву књигу узели су житељи Помаза: поп Стефан Теодоровић парох, Андреј от Белогради јерођакон и месни школски директор, Живко Вујић са сином Симеоном "студентом" филозофије у Пешти. Пренумеранти познате Доситејеве књиге били су 1818. године свештеници из Помаза: Андреј от Белегради јерођакон и Стефан Теодоровић парох и катихета (ту и 1826). Павловићев "Српски народни лист" имао је (1839) једног претплатника из места. Берићеву књигу о животу Христовом купили су 1831. године становници Помаза: Петар Елисејчић учитељ, трговци Алексије Лупа, Василије Лупа, Дако Поскурица, те грађани Петар Максимовић касапин и Игњат Максић земљеделац. Практичну књигу - мађарско-српску граматику набавили су 1833. године неки житељи помаски. Били су то: поп Стефан Теодоровић, Лазар Павловић учитељ, трговачки калфа Сава Марковић из Новог Сада, те ученик Мако Црногорац, а остало су земљеделци - Јован и Светозар Црногорац, Георгије Коларовић и Јаков Чиплинин. Парох у Помазу, био је и 1836. године поп Стефан Теодоровић. Претплатили су се извесни становници Помаза на једну књигу атрактивног, страног наслова. били су то 1846. године следећи читаоци: поп Стефан Теодоровић парох и локални школски директор, две даме - Екатарина от Белгради и Екатарина Јанковић, две девојке из породице Лупа и на крају скупљач претплате учитељ Теодор Димић. А општински бележник Ђорђе Митрић у Помазу, приложио је 1862. године у Сентандреји 2 ф. за Црногорце. Новац је лично преузео црногорски капетан Мило Стефанов.
Српску књигу купили су становници Помаза 1870. године, а скупљач претплате био је српски учитељ Павле Плавшић са својих 15 купаца - све ученика. Он је учитељ у месту и 1894. године.
По државном шематизму православног клира Угарске из 1846. године, православно парохијско звање је основано 1720. године (или још 1691), а црквене матичне књиге се воде од 1752. године (или 1750). У месту са једном парохијом је 1846. године било 980 православних душа. Српска православна црква је посвећена Св. великомученику Георгију из 1722 године, а парох је 1846. године поп Стефан Теодоровић. Темпло је осликано такође 1722. године.
1846. године, дакле, пре мађарске буне, у Помазу постоји српска народна школа коју похађа 75 ђака, којима предаје учитељ Теодор или Тодор Димић. Овај се бавио поред педагошког рада са децом, и књижевношћу и преводилаштвом. Написао је радећи у Помазу, "Буквар", и то новим, вуковским правописом, који је међутим остао у рукопису. Такође је превео на српски језик књигу: "Руководство к' честности и правости". Саставио је и објавио "Црквено-школски календар". Објављивао је публицистичке написе у листовима, попут "Оцена на испиту", у Летопису матичином. За фонд Школског листа дао је 2 ф. поп Ст. Теодоровић парох и школски управитељ. Српски народни учитељ у Помазу 1868. године је Ђорђе Тошковић.
Било је 1865. године у Помазу, у једној српској православној парохији треће платежне класе, 1002 Срба становника. Године 1872. у Помазу је 1847. године било пописано 980 Срба, а две деценије касније, број се смањио на 926 душа.
Петар Лупа је био посланик из Помаза 1893. године, а његов рођени брат Веселин Лупа земљепоседник. Они су 1901. године као велепоседници, о свом трошку назидали школско здање у Помазу. Школа је направљена у црквеној порти, са учионицом за 80 ученика, а у оквиру ње је учитељски стан. То је био заиста велики патриотски чин, јер су угарске просветне власти тада подизале у Помазу државну основну школу, у коју је требало и српска деца да пређу. Међутим браћа су то осујетила, градећи зграду, за српску вероисповедну школу. Нова школа је освештана о Малој Госпојини 1901. године. На свечаности је један ученик рецитовао познату Змајеву песму: "Градите школе деца вас моле", а месни парох Ђорђе Голуб (ту и 1890) је одржао леп говор о значају народне просвете.
Помаз је уписао 1895. године 50 акција Српске банке у Загребу.
Учитељи у Помазу: Тодор Димић (пре 1848), Георгије Тошковић (1861), Павле Плавшић (1870-1894), Стеван Стојић (1907-1911).
Србин из Помаза, Никола Петровић је јавно прихватио на себе обавезу да сваке године, почев од 1912. док буде жив, даје по 200 круна српској школи у оближњем месту Чобанцу, за њено издржавање.
Српски извор из 1905. године своди "рачуне" вишевековног битисања помаских Срба. У месту које је велика општина, има 750 домова, од којих су 170 српски, а од укупног броја становника 4458, Срба је било 776. Ту се налазе српска црква и школа. Црква је у врло добром стању, црквена општина је организована и уређена, има парохијски дом и српско православно гробље. Парохија је треће платежне класе, земљишни посед 32 кј, а парох поп Ђорђе Голуб родом из Помаза, који у родном месту служи 20 година. Школа је српска вероисповедна, коју похађа 70 ђака у редовној, и 21 у недељној настави. Школски управитељ је парох, а учитељ Стеван Стојић родом из Српског Великог Сентмиклоша, стално намештен две године.

## Савремено доба
Почетком 21. века у Помазу постоји у центру места српска православна црква посвећена Св. Ђорђу. Садашња, трећа по реду црква подигнута је у другој половини 18. века, а иконостас је дело руку непознатог школованог иконописца. У црквеној порти је пет старих споменика из 18. и 19. века, са нечитким словима. На источној граници места налази се српско гробље, ограђено. Ту се налази Маузолеј породице Лупе-Мандић, подигнут 1912. године, трудом др Милана Мандића а изгледа по жељи Веселина Лупе. Пројектант те капеле је био познати архитект Милан-Михаљ Харминц. Ту су 1913. године скупљени посмртни остаци чланова породице Лупе са тог гробља, и пренети у крипту капеле. Гробље се делимично одржава, има 881 пописан споменик са епитафима на црквено-словенском и српском језику. У Помаз је својевремено у младости више пута долазио у госте велики српски научник Никола Тесла. Свраћао је код свој ујака, мештанина Помаза, Паје Мандића иначе зета поменуте имућне породице Лупа. На кући породице Лупа обновљена је 2013. године, двадесет година раније постављена спомен-плоча Николи Тесли. Била је то заслуга месне Задужбине за српску мањину и њеног председника др Ивана Голуба.

## Знаменитости града
Помаз је познат и по ансамблу „Вујичић“, који је основао познати мађарски Србин Тихомир Вујичић, а који већ низ деценија изводи музику везану за Балкан и Јужне Словене.

## Галерија
- Градски музеј
- Српска спомен-кућа
- Реформатска црква